# FC Amsterdam in het seizoen 1974/75
Het seizoen 1974/1975 was het derde jaar in het bestaan van de Amsterdamse betaaldvoetbalclub FC Amsterdam. De club kwam uit in de Eredivisie en eindigde daarin op de negende plaats. Tevens deed de club mee aan het toernooi om de KNVB Beker, hierin werd in de tweede ronde verloren van Roda JC (1–2). Door de derde plaats in het vorige seizoen mocht er worden gestreden in de UEFA Cup. Hierin werd in de kwartfinale verloren van het Duitse 1. FC Köln (3–8 over twee wedstrijden). Aan het begin van het seizoen fuseerde de club met De Volewijckers, de naam FC Amsterdam werd aangehouden.

## Wedstrijdstatistieken

### Eredivisie
|       | Ajax  | AZ '67 | Excelsior | Feyenoord | Go Ahead Eagles | De Graafschap | FC Den Haag-ADO | Haarlem | MVV   | NAC   | PSV   | Roda JC | Sparta | Telstar | FC Twente '65 | FC Utrecht | Wageningen |
| ----- | ----- | ------ | --------- | --------- | --------------- | ------------- | --------------- | ------- | ----- | ----- | ----- | ------- | ------ | ------- | ------------- | ---------- | ---------- |
| Thuis | 1 – 2 | 0 – 0  | 1 – 1     | 0 – 3     | 2 – 0           | 6 – 0         | 1 – 1           | 2 – 1   | 0 – 0 | 3 – 0 | 1 – 2 | 2 – 2   | 5 – 2  | 0 – 0   | 0 – 3         | 1 – 1      | 1 – 1      |
| Uit   | 2 – 4 | 2 – 0  | 1 – 0     | 1 – 2     | 1 – 1           | 2 – 1         | 2 – 1           | 1 – 3   | 3 – 1 | 3 – 0 | 3 – 0 | 1 – 1   | 2 – 1  | 0 – 2   | 2 – 1         | 2 – 2      | 1 – 3      |

### KNVB Beker
| 2e ronde                                             | Roda JC               | 2 – 1 (1 – 1) | FC Amsterdam    |
| 24 november 1974 Plaats: Amsterdam Olympisch Stadion | Dick Nanninga 2', 62' |               | 17' Rob Bianchi |

### UEFA Cup
| 1e ronde                                              | FC Amsterdam                                                          | 5 – 0 (1 – 0) | Hibernians FC                                                                             |
| 18 september 1974 Plaats: Amsterdam Olympisch Stadion | Theo Husers 5' Nico Jansen 46', 48' Tjeerd Koopman 80' Heini Otto 88' |               |                                                                                           |
| 1e ronde                                              | Hibernians FC                                                         | 0 – 7 (0 – 2) | FC Amsterdam                                                                              |
| 22 september 1974 Plaats: Amsterdam Olympisch Stadion |                                                                       |               | 17' Jan Fransz 29' Theo Husers 47' Chris Dekker 49', 56' Nico Jansen 53', 75' Klaas Karte |
| 2e ronde                                              | Internazionale                                                        | 1 – 2 (0 – 2) | FC Amsterdam                                                                              |
| 23 oktober 1974 Plaats: Milaan Stadio Giuseppe Meazza | Roberto Boninsegna 73'                                                |               | 6', 38' Nico Jansen                                                                       |
| 2e ronde                                              | FC Amsterdam                                                          | 0 – 0         | Internazionale                                                                            |
| 6 november 1974 Plaats: Amsterdam Olympisch Stadion   |                                                                       |               |                                                                                           |
| 3e ronde                                              | FC Amsterdam                                                          | 3 – 0 (1 – 0) | Fortuna Düsseldorf                                                                        |
| 27 november 1974 Plaats: Amsterdam Olympisch Stadion  | Theo Husers 34', 63' Werner Kriegler 75' (e.d.)                       |               |                                                                                           |
| 3e ronde                                              | Fortuna Düsseldorf                                                    | 1 – 2 (1 – 1) | FC Amsterdam                                                                              |
| 11 december 1974 Plaats: Düsseldorf Rheinstadion      | Wolfgang Seel 12'                                                     |               | Theo Husers 37' Nico Jansen 81'                                                           |
| Kwartfinale                                           | 1. FC Köln                                                            | 5 – 1 (1 – 1) | FC Amsterdam                                                                              |
| 5 maart 1975 Plaats: Keulen Müngersdorfer Stadion     | Heinz Flohe 1', 50' (pen.) Dieter Müller 63', 70', 77'                |               | 31' Jaap Visser                                                                           |
| Kwartfinale                                           | FC Amsterdam                                                          | 2 – 3 (0 – 3) | 1. FC Köln                                                                                |
| 19 maart 1975 Plaats: Amsterdam Olympisch Stadion     | Nico Jansen 68', 71'                                                  |               | 27' Gerhard Strack 43' Dieter Müller 45' Hannes Löhr                                      |

## Statistieken FC Amsterdam 1974/1975

### Eindstand FC Amsterdam in de Nederlandse Eredivisie 1974 / 1975
| Stand | Gespeeld | Gewonnen | Gelijk | Verloren | Punten | Doelpunten voor | Doelpunten tegen |
| ----- | -------- | -------- | ------ | -------- | ------ | --------------- | ---------------- |
| 9e    | 34       | 10       | 11     | 13       | 31     | 49              | 48               |

### Topscorers
| #                 | Naam                | Goal |
| ----------------- | ------------------- | ---- |
| 1.                | Nico Jansen         | 17   |
| 2.                | Gerard van der Lem  | 6    |
| 2.                | Heini Otto          | 6    |
| 4.                | Geert Meijer        | 5    |
| 4.                | Jaap Visser         | 5    |
| 6.                | Frits Flinkevleugel | 3    |
| 7.                | Abe van den Ban     | 2    |
| 7.                | Theo Husers         | 2    |
| 9.                | Chris Dekker        | 1    |
| 9.                | Leen van de Merkt   | 1    |
| Onbekend doelpunt |                     |      |
| –                 | Onbekend            | 1    |
| Totaal            | Totaal              | 49   |

| #      | Naam        | Goal |
| ------ | ----------- | ---- |
| 1.     | Rob Bianchi | 1    |
| Totaal | Totaal      | 1    |

| #              | Naam                                 | Goal |
| -------------- | ------------------------------------ | ---- |
| 1.             | Nico Jansen                          | 9    |
| 2.             | Theo Husers                          | 5    |
| 3.             | Klaas Karte                          | 2    |
| 4.             | Chris Dekker                         | 1    |
| 4.             | Jan Fransz                           | 1    |
| 4.             | Tjeerd Koopman                       | 1    |
| 4.             | Heini Otto                           | 1    |
| 4.             | Jaap Visser                          | 1    |
| Eigen doelpunt |                                      |      |
| –              | Werner Kriegler (Fortuna Düsseldorf) | 1    |
| Totaal         | Totaal                               | 22   |

## Voetnoten
Ajax ·
FC Amsterdam ·
AZ '67 ·
Excelsior ·
Feyenoord ·
Go Ahead Eagles ·
De Graafschap ·
FC Den Haag-ADO ·
Haarlem ·
MVV ·
NAC ·
PSV ·
Roda JC ·
Sparta ·
Telstar ·
FC Twente '65 ·
FC Utrecht ·
Wageningen